# 亚父街道
亚父街道，是中华人民共和国安徽省合肥市巢湖市下辖的一个乡镇级行政单位。为纪念秦末西楚霸王项羽的军师范增而命名，此地为范增的故乡，“亚父”是项羽对范增的尊称。

## 行政区划
亚父街道下辖以下地区：
沿河路社区、洗耳池社区、东炮营社区、朝阳门社区、岗岭社区、义城社区、团结村、前进村、旗麓村、亚光村、书桥村、旗鼓村和居巢经济开发区。